# Ferdinando Rosati
Marchese Ferdinando Rosati de Girolami Grosso (Molinara, 28 marzo 1898 – Benevento, 17 dicembre 1938) è stato un politico italiano.

## Biografia
Figlio del marchese Pasquale e della marchesa Maria Carmela Polvere Cassitto di Ravello, Ferdinando Vittorio Donato Rosati nacque a Molinara nel 1898.
Nipote del senatore marchese Nicola Polvere, compì gli studi dapprima a Benevento e poi a Napoli, ma interrompendoli per prendere parte come volontario al primo conflitto mondiale con i soldati di leva della classe 1895; al termine del conflitto si laureò in Ingegneria, fu sindaco di Molinara e ricoprì anche mansioni di consigliere d'amministrazione della Banca Sannitica, mentre nel 1938 venne nominato Preside della Provincia di Benevento, carica appena istituita dal fascismo in sostituzione di quella di Presidente.
Nel corso del suo breve mandato si occupò soprattutto del miglioramento della rete viaria provinciale, avviando tra l'altro uno studio per creare un valido collegamento con i paesi del Fortore, ma la carriera politica  si interruppe con la tragica morte, quando fu travolto da un treno mentre con la sua automobile, nel tornare al suo paese natale, transitava su un passaggio a livello nei pressi di Benevento. La moglie, Teresa de Filippi Cantini dei duchi di Somma e Principi del Colle, che viaggiava con lui rimase gravemente  ferita mentre  Ferdinando Rosati morì sul colpo.
Gli successe nell'incarico il suo vice, l'avvocato Pasquale Meomartini, dapprima come reggente e poi come Preside.

## Onorificenze
- Cavaliere della Corona d'Italia